# 엔시트론
엔시트론(N Citron Inc.)는 대한민국의 헬스케어 기업이다. 본사는 서울특별시 강남구 언주로148길 19 4층(논현동, 청호빌딩)에 위치해 있으며 대표이사 정인견이다.

## 역사
티알인베스트먼트가 2014년 음향기업이었던 엔시트론을 인수한 뒤 2016년부터 미용기기 등을 만드는 헬스케어기업 변경하고 있다
2024년 고든 램지 그룹과 한국 라이선스 계약을 체결한 JK엔터프라이즈의 지분 80%를 75억원에 인수하였다.
2025년 식음료(F&B) 사업 확대를 위해 경양식 전문 브랜드 고동경양를 보유한 고동컴퍼니 지분 73.3%를 취득해 계열사로 편입했다.

## 상장
2009년 3월 31일에 공모가 4,500원에 코스닥 시장에 상장하였다.

## 같이 보기
- 고든램지
- HLB글로벌

## 참고문헌
1. ↑  한국IR협의회 기술분석보고서- 엔시트론, 2023.09.27[깨진 링크(과거 내용 찾기)]
2. ↑  MP그룹 인수하는 티알인베스트먼트, 미스터피자보다 MP한강 원하나, 비즈니스포스트, 2020-07-24
3. ↑  엔시트론, 스타 쉐프 고든램지와 F&B 진출 "19개 브랜드 순차 론칭" 머니투데이 2024-06-28
4. ↑  엔시트론, 삼성 임직원식 납품 '고동경양' 품어 이데일리 2025-08-20